# 南苑地区
南苑地区曾经是中华人民共和国北京市丰台區下辖的一个地区办事处，同时保留南苑乡名称，其行政事务机构实行“一套人马，两块牌子”的体制，地区办事处与乡政府合署办公。2021年5月，丰台区变更部分行政区划，撤销南苑乡（地区办事处），将其辖区划入南苑街道。

## 行政区划
南苑地区下辖以下地区：
东新华社区、红房子社区、西宏苑社区、诚苑社区、槐房社区、机场社区、翠海明苑社区、南庭新苑南区社区、南庭新苑北区社区、阳光星苑社区、阳光星苑南区社区、合顺家园社区、京粮悦谷社区、德鑫嘉园社区、新宫社区、御槐园社区、天悦佳苑社区、南苑村、槐房村和新宫村。